# Schloss Lieberose

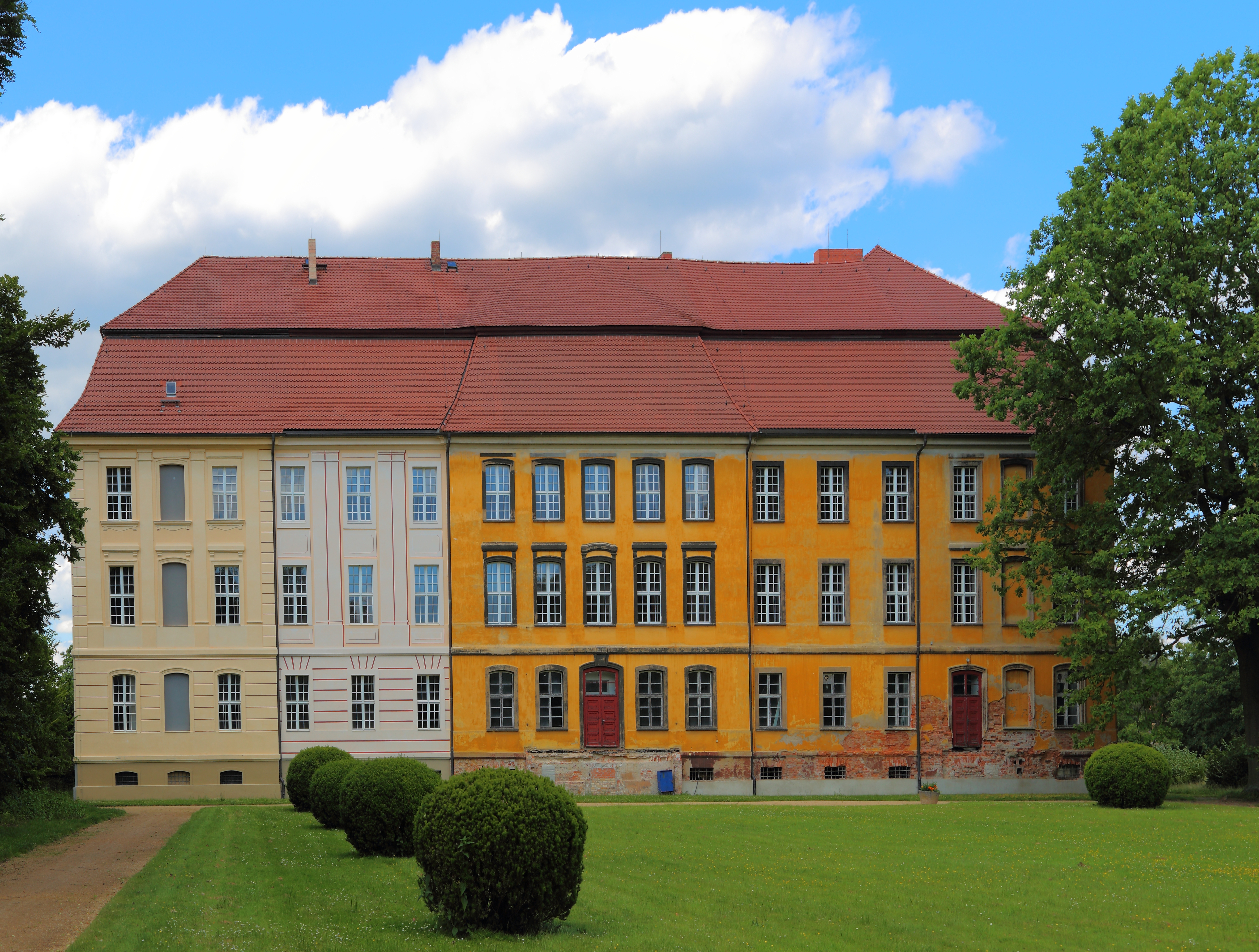
Schloss Lieberose mit verschiedenen Farbfassungen an der Fassade; die helle mit aufgemalten Lisenen dürfte dem barocken Originalzustand am nächsten kommen.

Das Schloss Lieberose ist ein Schloss in Lieberose, einer Stadt im östlichen Teil des Landkreises Dahme-Spreewald in Brandenburg. Das Schloss war ab dem 14. oder 15. Jahrhundert Sitz der Standesherrschaft Lieberose. Der Bau wurde in der Renaissancezeit errichtet und im 18. Jahrhundert im Stil des Sächsischen Barock erweitert und überformt.
Das Schloss ist mitsamt dem dazugehörigen Park und der heute als Bürgerzentrum genutzten Darre in der Denkmalliste des Landes Brandenburg als Baudenkmal ausgewiesen.

## Architektur und Baugeschichte

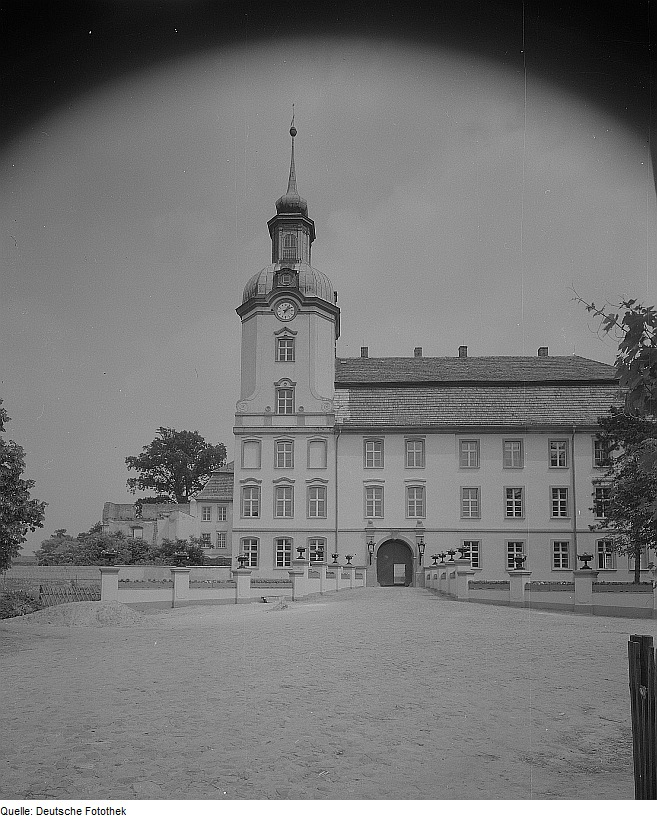
Schloss Lieberose im Jahr 1962: Der Uhrenturm stand bis 1945 in der Mitte des Westflügels und stürzte 1975 ein.

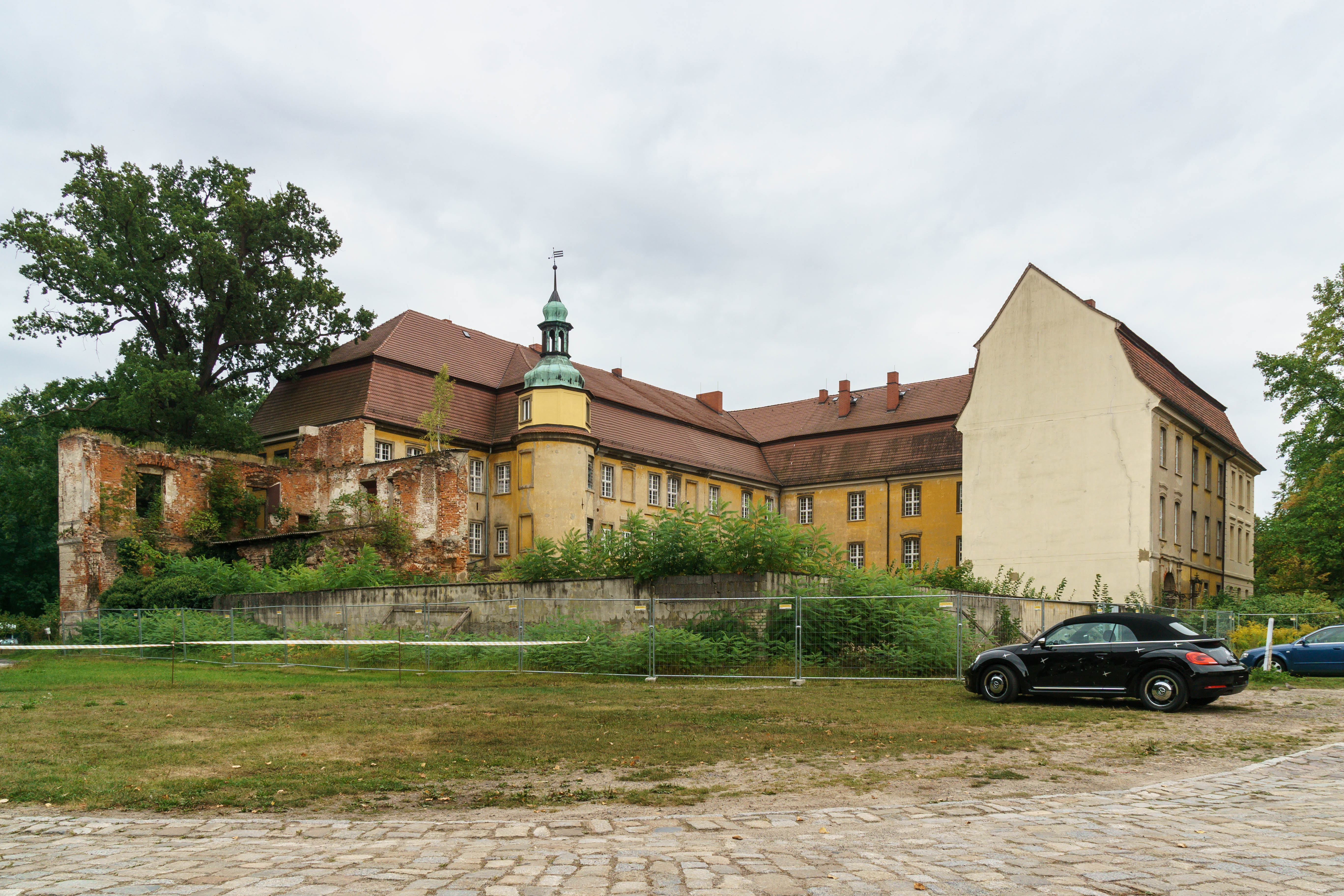
Blick in den Schlosshof: Ostflügel (mit Treppenturm der Renaissance), Südflügel und hälftig erhaltener Westflügel. Ruine des Nordflügels.

Im Jahr 1301 wurde in Lieberose erstmals ein Wasserschloss erwähnt. Anfang des 16. Jahrhunderts erfolgte der Ausbau zu einer zweigeschossigen, nach Süden geöffneten Dreiflügelanlage unter der Leitung der Familie von der Schulenburg, die seit 1519 Standesherren von Lieberose waren. Der vorhandene Nordflügel wurde zunächst um einen Westflügel erweitert, nach 1557 kam der Ostflügel hinzu, dieser wurde gegen Ende des 16. Jahrhunderts um ein Stockwerk erweitert.
1505 hatten die Schulenburg bereits die Herrschaft Lübbenau und Neu Zauche erworben, die 1560 durch Erbschaft mit der Standesherrschaft Lieberose zusammenfielen, 1578 wurde die Herrschaft Straupitz gekauft. Nach weiteren Zukäufen und Erbteilungen fiel der gesamte Niederlausitzer Besitz der Schulenburg 1601 an Joachim VII., der allerdings durch seine aufwändige Hofhaltung einen Schuldenberg anhäufte. 1615 veräußerte er seine Besitzungen in der Altmark und Pommern sowie Straupitz, 1619 übernahmen die Gläubiger von seiner Witwe auch Lübbenau und Neu Zauche. Die Herrschaft Lieberose konnte jedoch durch die Wirren des Dreißigjährigen Krieges gehalten werden. 1635 fiel die Markgrafschaft Niederlausitz, in deren Landtag die Schulenburg Sitz und Stimme in der Herrenkurie hatten, an das Kurfürstentum Sachsen, nachdem sie bis dahin zu den Ländern der Böhmischen Krone gehört hatte.
1657 wurde das Schloss bei dem Stadtbrand von Lieberose stark beschädigt. Danach erfolgten langsam Instandsetzungsarbeiten. Zwischen 1688 und 1695 wurden im Ost- und im Westflügel Stuckdecken eingebracht. Fünf der prachtvollen barocken Stuckdecken sind noch erhalten. In der zweiten Hälfte des 18. Jahrhunderts besaß Lieberose den Charakter einer kleinen Residenzstadt. Bis zu den Befreiungskriegen blieb die Niederlausitz unter sächsischer Hoheit und die Standesherren von Lieberose waren in der Lage und Pflicht, den sächsischen Kurfürsten und seinen Hof aufzunehmen. Ab etwa 1750 wurde das Schloss daher unter Reichsgraf Georg Anton von der Schulenburg zu einer dreigeschossigen 72 × 60 Meter großen Vierflügelanlage im barocken Stil mit dem Charakter eines Residenzschlosses ausgebaut, in dem das alte Schloss fast spurlos verschwand. Das Schloss diente als Reisestation des sächsisch-polnischen Hofs auf dem Weg von Dresden nach Warschau. Zudem begann man mit der Errichtung eines Südflügels sowie der eines Uhrenturms in der Mitte des Westflügels. Die bestehenden Flügel wurden barockisiert und unter einem Mansardwalmdach miteinander vereinigt.
Ab dem späten 18. Jahrhundert wurde die gesamte Anlage baulich vernachlässigt. Nach dem Wiener Kongress kam die Niederlausitz an das Königreich Preußen. In der zweiten Hälfte des 19. Jahrhunderts wurde das Schloss restauriert. Die Bauernbefreiung führte zu einer Verringerung der Erträge durch den Wegfall der Abgaben, 1919 wurde die Standesherrschaft aufgelöst und zu einem privaten Gutsbetrieb. Dieser bestand zwar immer noch aus knapp 15.000 ha Fläche, jedoch zum größten Teil schwachem Kiefernwald und nur wenig und geringem Acker. Die Erhaltung des großen Schlosses aus dessen Erträgen fiel zunehmend schwer.
1945 wurde das Schloss während des Zweiten Weltkrieges durch Bomben stark beschädigt, der Nordflügel und ein Teil des Westflügels wurden daraufhin abgerissen. Der Uhrenturm stürzte 1975 ein. Seit 1993 erfolgten wieder Restaurierungsmaßnahmen.
Von außen entspricht das Schloss Lieberose einem schlichten Barockbau. Die breitgelagerte Parkfassade des Südflügels ist einfach verputzt, gegliedert durch dreiachsige Seitenrisalite und einen fünfachsigen Mittelrisalit mit Portal und Freitreppe. An den Obergeschossen befinden sich an den Risaliten gekrümmte Stuckbalken über den Fenstern. Der Ostflügel, der früher als Küchenflügel genutzt wurde, hat keine besondere Gestaltung. Der zentrale Zugang zum Ostflügel wird durch zwei um 1908 hinzugefügte Strebepfeiler flankiert.
Auf der Hofseite befindet sich der sogenannte Taubenturm. Dieser diente vermutlich früher als Treppenturm des Renaissanceschlosses. Links des Turms befinden sich vier offene Rundbogenarkaden. Vom Westflügel des Schlosses ist nur der südwestliche Teil erhalten. In dessen Durchfahrt befinden sich noch Teile der Stuckdekoration mit dem Wappen derer von der Schulenburg aus dem Jahr 1695. Von dem abgerissenen Nordflügel sind nur noch Teile der Umfassungsmauern erhalten.
Das Innere des Schlosses wurde über die Jahre mehrfach verändert. Im Ostflügel sind Gewölbe in Keller und Erdgeschoss teilweise mit Sgraffitodekor aus der zweiten Hälfte des 16. Jahrhunderts erhalten. Am bedeutendsten sind fünf Stuckdecken aus dem 17. Jahrhundert mit mythologischen Szenen mit üppigen Ornamenten und Rahmen in Knorpel- und Rollwerkformen. Im Erdgeschoss des Westflügels befindet sich das zweijochige Bacchuszimmer. Dieses ist durch Gurtbogen in zwei Räume geteilt. Ein Raum verfügt über Tonnengewölbe, der andere über Kreuzgratgewölbe mit Bacchusdarstellung. An der Nordwand befindet sich eine Kartusche mit dem kaiserlichen Doppeladler. Im Obergeschoss des Ostflügels befindet sich das Dianazimmer mit dem Taubenturm als Erker. Der Wandschrank des Zimmers stammt aus dem 17. Jahrhundert. Im Südosten des Gebäudes befindet sich das ehemalige Ankleidezimmer mit einer von Putten getragenen Mittelrosette.

## Schlosspark
Der Schlosspark des Lieberoser Schlosses wurde etwa 1883 geschaffen. Er war über die Freitreppe an der Ostseite des Herrenhauses erreichbar. Der Küchensee und der Große See waren in die Landschaftsgestaltung mit einbezogen.

## Nutzung
Bis 1945 war das Schloss Wohnsitz des Lieberoser Zweiges des Adelsgeschlechts Schulenburg. Letzte Eigentümer waren Graf Otto von der Schulenburg (1857–1945) und sein Sohn Graf Albrecht-Friedrich von der Schulenburg (1886–1962), und folgend die vier Töchter des Letztgenannten, respektive seine Schwester Mary Renate, verheiratete Gräfin Hardenberg-Neuhardenberg als Erben. Die Eigentümer taten sich in der Historie häufig schwer mit der Erhaltung des gewaltigen Bauwerks. Nach 1945 wurde das Schloss als Berufsschule mit angeschlossenem Internat, als Kino und im Sommer als Ferienobjekt genutzt. Diese Verwendung endete mit der Wende. Nur vorübergehend bezog die Lieberoser Schule das Gebäude. In den Jahren 2017, 2018, 2020 und 2021 fand jeweils im Sommer in den Räumen des Schlosses die Ausstellung Rohkunstbau statt. Seit Mitte der 1990er Jahre steht das Schloss jedoch leer und unterliegt zunehmendem Verfall. Daran änderte bislang auch die Übernahme durch die Brandenburgische Schlösser GmbH wenig. Am 5. Juni 2019 billigte die Landesregierung den Verkauf von Schloss Lieberose und weiteren Schlössern aus dem Besitz der Brandenburgischen Schlösser GmbH. Das Schloss Lieberose wurde im April 2022 an den Berliner Augenchirurg Thomas Pahlitzsch verkauft. Ein denkmalpflegerisches Konzept, die Sicherstellung des Bauunterhalts sowie die öffentlichen Zugänglichkeit der 34 Hektar großen Parkanlage wurden zugesichert, teilte die Deutsche Stiftung Denkmalschutz mit.

## Galerie

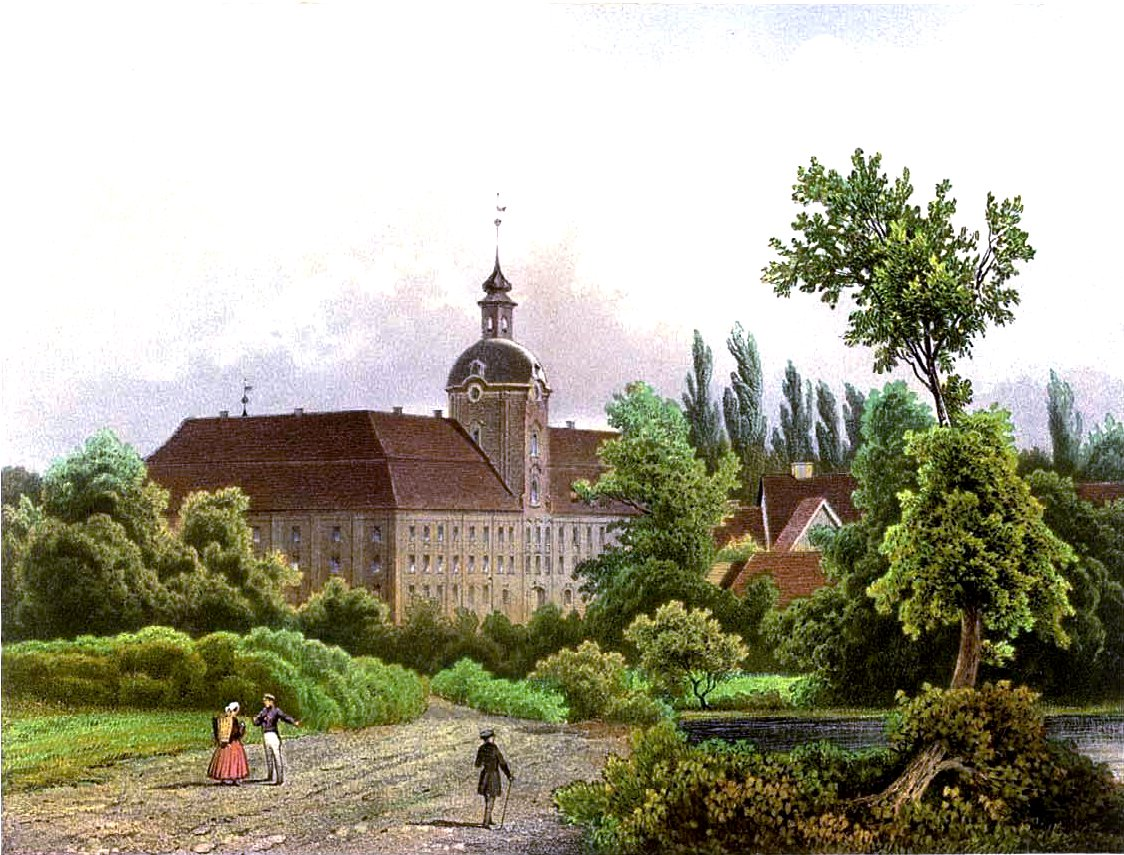
Schloss Lieberose im 19. Jahrhundert, Gemälde aus der Sammlung Alexander Dunckers
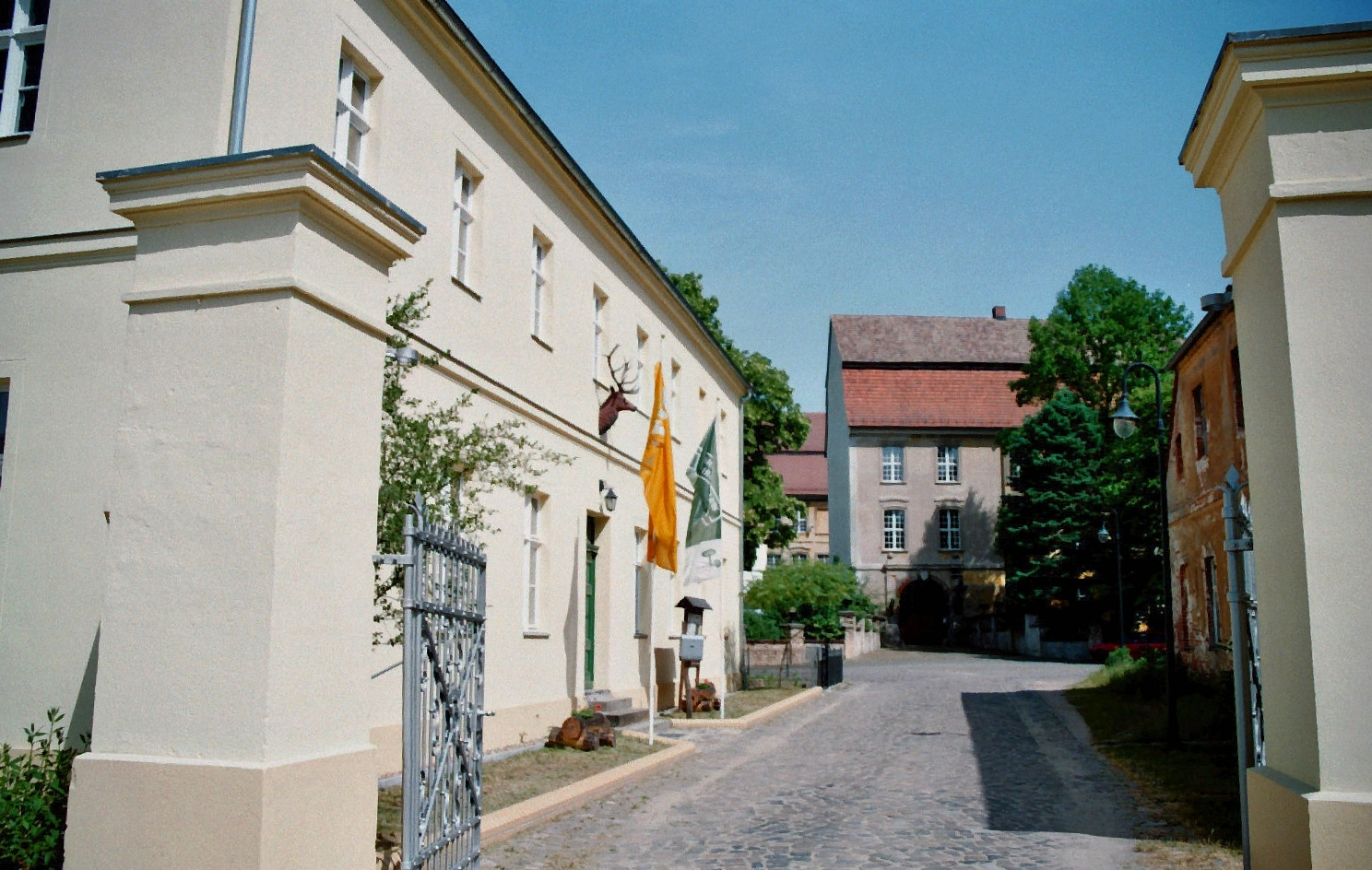
Ehemaliges Kavaliershaus (links)
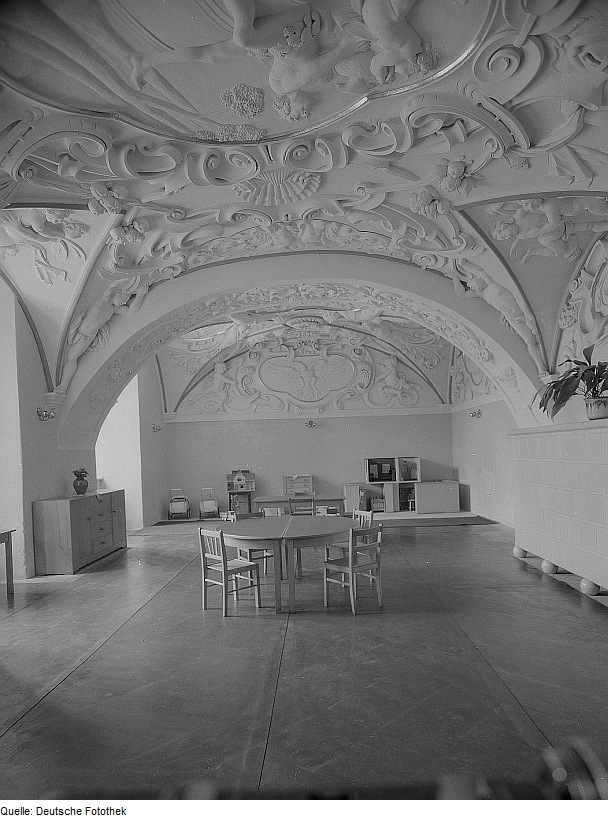
Bacchuszimmer im Westflügel (1962)
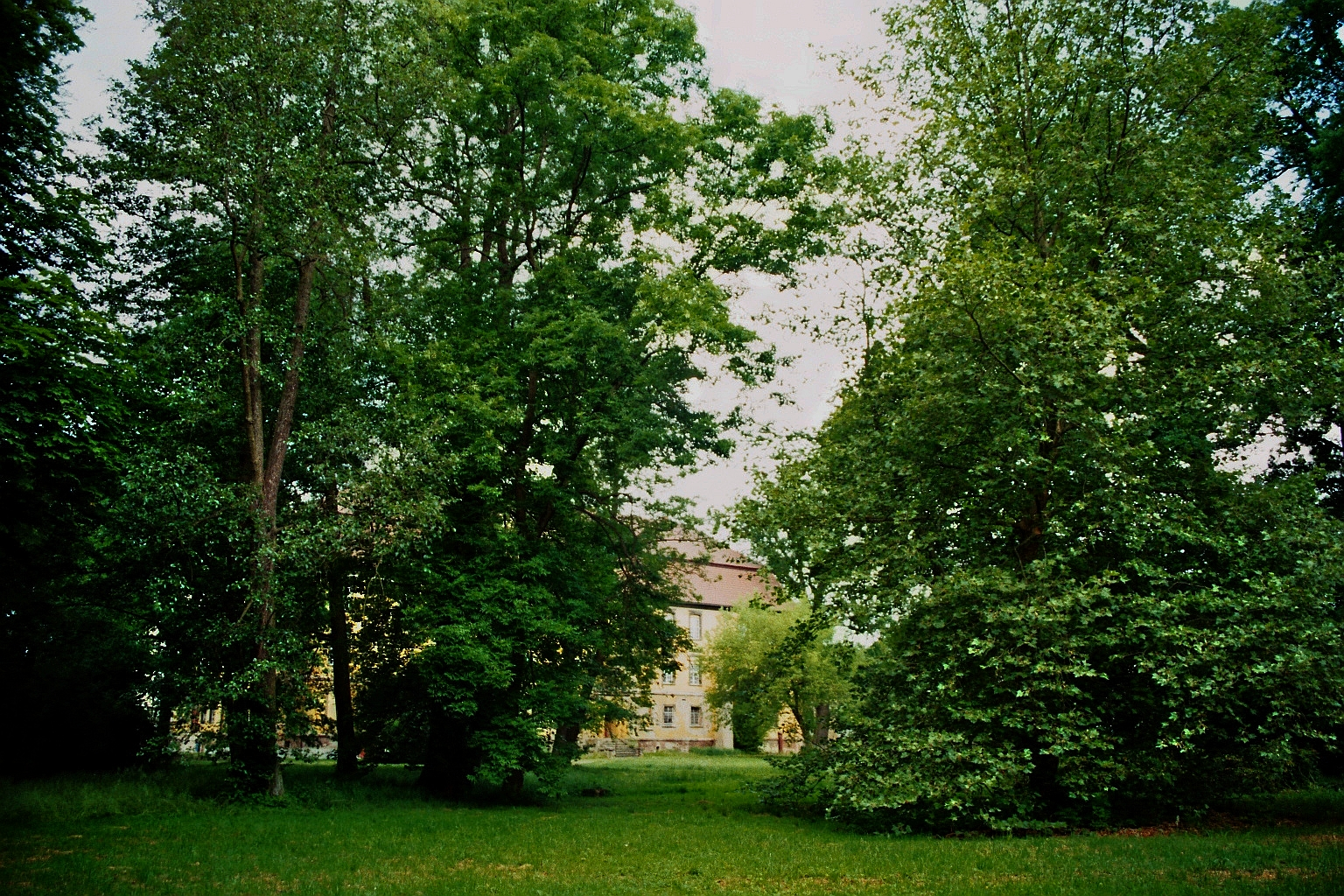
Schlosspark
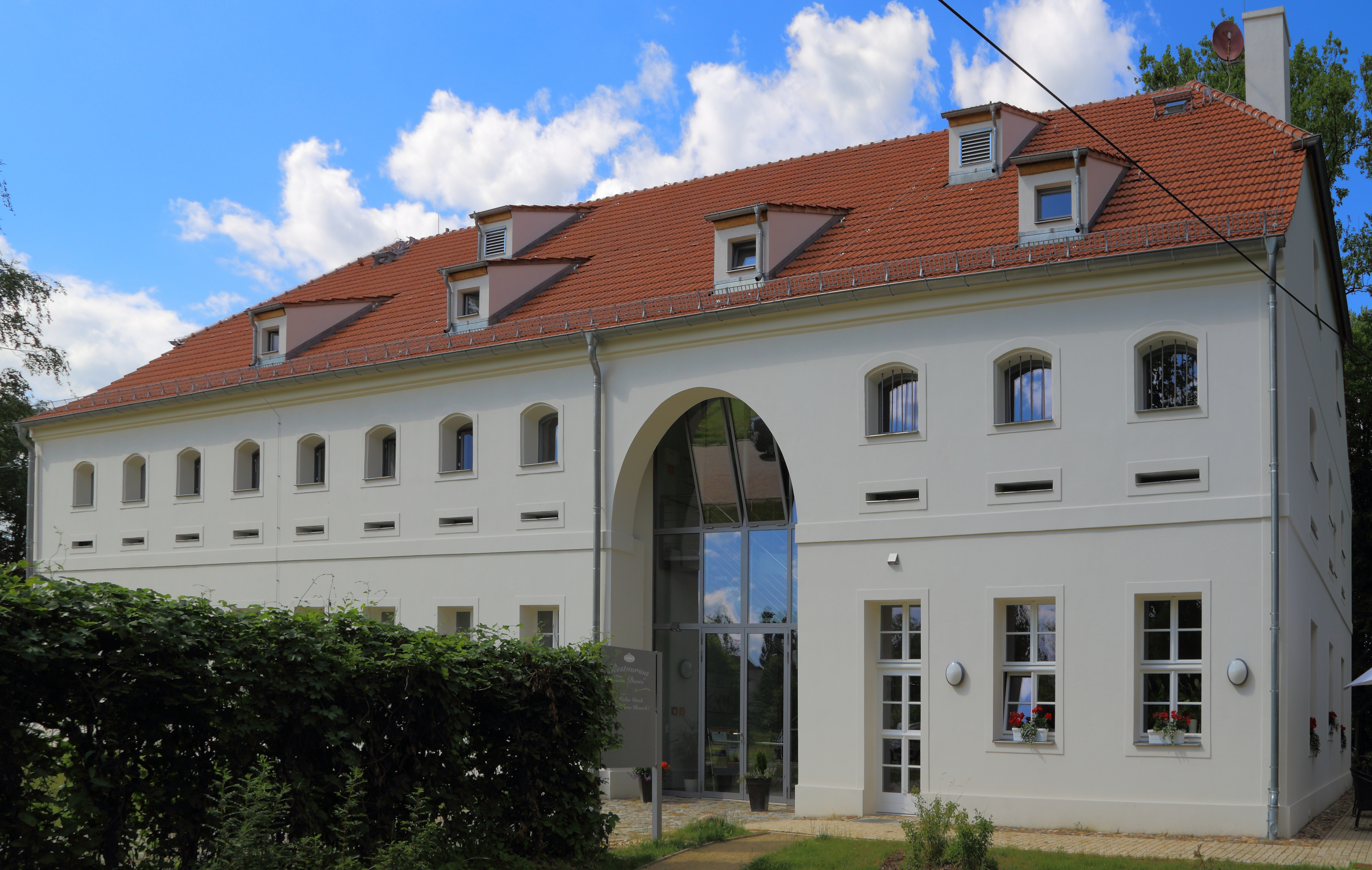
Darre des Schlosses